# Josef Mertin
Josef Mertin   (Broumov, 21 de març de 1904 - 16 de febrer de 1998) va ser un director de conjunt, cantant, organista i constructor d'orgues, austríac. Com a professor, va ser un dels pioners de la pràctica històrica de la interpretació a Viena.

## Biografia
Després d'una formació musical bàsica al monestir benedictí de Braunau (nen del cor, violí, piano, orgue, elaboració d'instruments), Mertin esdevingué professor de música a l'institut de Braunau l'any 1922. El 1925 va arribar a Viena amb una beca del "Sohn de Benedict Schroll". Allà va aprovar l'examen de matrícula de música eclesiàstica l'any 1927, l'examen de titulació d'ensenyament de cant l'any 1928 i l'examen de matrícula de direcció el mateix any. Al mateix temps va estudiar amb Josef Lechthaler, Joseph Marx, Franz Schmidt, Egon Wellesz, Hugo Kauder i Rudolf von Ficker. El 1927 va fundar la seva primera orquestra de cambra, a la qual van seguir altres conjunts, i a partir de 1928 va ensenyar al Conservatori de Nova Viena. Des de 1931 va treballar a l'Oficina Federal de Monuments en la preservació i restauració d'orgues a Àustria. El 1934 va començar a donar concerts de música antiga a l'Albertina i va treballar a l'Acadèmia de Música de Viena del 1937 al 1938. El 1938, malgrat el "fet" que Mertin estava "casat amb una dona mig jueva", "no hi havia objeccions" a "pertànyer a la Cambra de Música del Reich". Això va permetre a Mertin i la seva família sobreviure a Viena fins al final de la guerra (concerts públics l'orgue a St. Florian fins almenys 1941. De 1946 a 1978 va ser professor a la Universitat de Música de Viena. Va ser enterrat al cementiri de Hietzing.

## Treballs
Mertin va ser un pioner de la música antiga a Viena i, per tant, (a partir de l'any 1950) un pioner en la fundació de conjunts de música antiga de renom internacional a Viena (Concentus Musicus Vienna, Musica antiqua Vienna, Capella academica Vienna, etc.). El músic i professor és recordat no només pels experts en música antiga com Eduard Melkus, René Clemencic i Nikolaus Harnoncourt, sinó també per Mariss Jansons.
Com a orgues, va donar un impuls decisiu a la restauració d'orgues (com el monestir de Sant Florià) i també va construir ell mateix diversos orgues.

## Publicacions
- Música antiga. Camins cap a la pràctica del rendiment. Lafite, Viena 1978, ISBN 3-85151-026-7.

## Orgues
- amb Wilhelm Zika: Església parroquial d'Alt-Ottakringer, 1935–1938
- Schafbergkirche, 1961–1962
- Gloggnitz Castle, església del castell, restauració, 1965
- Església Parroquial Catòlica Gloggnitz, nou edifici, 1971[7][8]